# Nationalstadspark

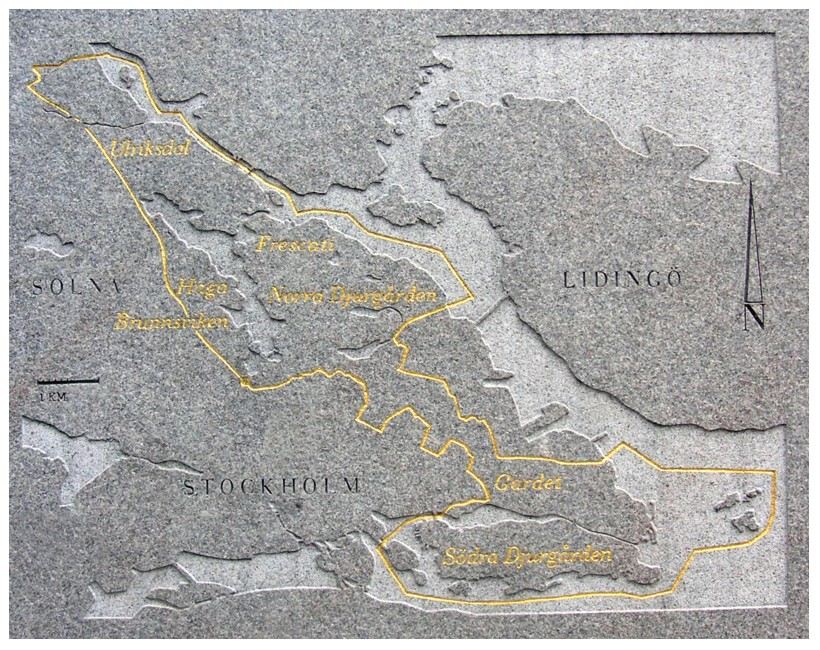
Nationalstadsparken i Stockholm, karta i granit på minnesstenen vid entrén till Hagaparken.

Nationalstadspark är ett begrepp i Sverige och Finland som avser ett skyddat område i urban miljö. I Sverige utgör detta ett riksintresse med stor betydelse för det nationella kulturarvet, för en tätorts eller tätortsregions ekologi och för människors rekreation. Begreppet förekommer i svenska språket sedan 1993, och det ger ett miljöskydd motsvarande en nationalpark.

## Historik
Kungliga nationalstadsparken (inledningsvis benämnd Ekoparken) i Stockholms kommun, Solna kommun och Lidingö kommun blev världens första nationalstadspark, efter initiativ från Världsnaturfonden inlett 1991. Den beslutades om 1994 och inrättades år 1995. Parken omfattar Ulriksdal, Haga, Brunnsviken och Djurgården, och den totala ytan är 27 kvadratkilometer (varav 19 km² land och resten vatten).
Det nuvarande namnet gäller från 2009, efter beslut från Sveriges regering. Begreppet Ekoparken har därefter reserverats för 34 områden med höga naturvärden tillhörande Sveaskog. Även på andra håll har olika "ekoparker" etablerats, i samtliga fall med en inriktning mot värdefull natur och kultur.
Senare har förslag till nationalstadsparker kommit gällande Uppsala och Trollhättan. Fram till 2024 har inget konkret skett med dessa förslag.
Finlands första nationalstadspark grundades i Tavastehus år 2001, och följande år fattades beslut om ytterligare två nationalstadsparker: i Heinola och Björneborg. 2008 inrättades en nationalstadspark i Hangö, 2010 i Borgå, 2013 i Åbo, 2014 i Kotka, 2015 i Forssa, 2017 i Kuopio och 2020 i Karleby. Därefter finns i Finland tio nationalstadsparker, vilka främst är belägna i mindre städer.

## Lagstiftning

### Sverige
Den svenska Miljöbalkens 4 kap. 7 § stadgar att:
Inom en nationalstadspark får ny bebyggelse och nya anläggningar komma till stånd och andra åtgärder vidtas endast om det kan ske utan intrång i parklandskap eller naturmiljö och utan att det historiska landskapets natur- och kulturvärden i övrigt skadas.

### Finland
Bestämmelserna i finsk lagstiftning återfinns i nionde kapitlet av Markanvändnings- och bygglagen (5.2.1999/132). Den finskspråkiga termen är kansallinen kaupunkipuisto. Lagens 68 § 1 mom. lyder:
För att bevara och vårda kultur- eller naturlandskapets skönhet eller historiska särdrag inom ett område som hör till den urbana miljön eller därtill anslutna värden i stadsbilden, sociala värden, rekreationsvärden eller andra särskilda värden kan en nationalstadspark inrättas.